# Municipio Motozintla
Koordinaten: 15° 22′ N, 92° 15′ W
Motozintla ist ein Municipio im Süden des mexikanischen Bundesstaats Chiapas. Das Municipio hat 69.119 Einwohner und eine Fläche von 586,4 km². Verwaltungssitz und größter Ort des Municipios ist Motozintla de Mendoza.
Der Name Motozintla kommt aus dem Nahuatl und bedeutet „Hang der Eichhörnchen“.

## Geographie
Das Municipio Motozintla liegt im Süden des mexikanischen Bundesstaats Chiapas auf Höhen zwischen 300 m und 3100 m. Es zählt zur Gänze zur physiographischen Provinz der Cordillera Centroamericana und liegt zu 81 % in der hydrologischen Region Costa de Chiapas sowie zu 19 % in der Region Grijalva-Usumacinta. Die Geologie des Municipios wird zu 49 % von Granit bestimmt bei 27 % Metamorphiten und 21 % Andesit; vorherrschende Bodentypen sind Luvisol (37 %), Regosol (28 %), Cambisol und Acrisol (je 17 %). Etwa 50 % der Gemeindefläche sind bewaldet, 35 % dienen dem Ackerbau, knapp 15 % sind Weideland.
Das Municipio Motozintla grenzt an die Municipios Tapachula, Tuzantán, Huixtla, Escuintla, Siltepec, El Porvenir und Mazapa de Madero sowie an die Republik Guatemala.

## Bevölkerung
Beim Zensus 2010 wurden im Municipio 69.119 Menschen in 13.782 Wohneinheiten gezählt. Davon wurden 755 Personen als Sprecher einer indigenen Sprache registriert, darunter 565 Sprecher des Mam. Gut 12 Prozent der Bevölkerung waren Analphabeten. 21.797 Einwohner wurden als Erwerbspersonen registriert, wovon gut 83 % Männer bzw. 2,3 % arbeitslos waren. Knapp 35 % der Bevölkerung lebten in extremer Armut.

## Orte
Das Municipio Motozintla umfasst 368 bewohnte localidades, von denen nur der Hauptort vom INEGI als urban klassifiziert ist. 18 Orte wiesen beim Zensus 2010 eine Einwohnerzahl von über 500 auf, 224 Orte hatten weniger als 100 Einwohner. Die größten Orte sind:
| Ort                   | Einwohner |
| Motozintla de Mendoza | 23.755    |
| Belisario Domínguez   | 02.011    |
| Niquivil              | 00.774    |
| Benito Juárez         | 00.766    |